# Litoria rothii
Litoria rothii és una espècie de granota del gènere Litoria de la família dels hílids. Originària d'Austràlia i el sud de Papua Nova Guinea.